# Chimbu
Chimbu is een provincie in de Highlands regio van Papoea-Nieuw-Guinea.
Chimbu telt 259.703 (in 2000) inwoners op een oppervlakte van 6100 km² (43/km²). De hoofdstad is Kundiawa. In deze provincie ligt de hoogste berg van Papoea-Nieuw-Guinea: Mount Wilhelm.
De provincie heeft weinig natuurlijke hulpbronnen en bestaat voor een groot deel uit ruige berggebieden, afgewisseld met fraaie valleien met vruchtbare grond en in de vorm van terrassen aangelegde tuinen en koffieplantages. Deze provincie is een belangrijke producent van ecologisch geteelde koffie.
In deze provincie wonen twee grote etnische groepen, de Kuman en de (met hen verwante) Cimbu, waar de provincie naar genoemd wordt. De bewoners van dit gebied kregen pas in 1933, via Australische goudzoekers, contact met de Westerse wereld.
Provincies: Central · Chimbu · Eastern Highlands · East New Britain · East Sepik · Enga · Gulf · Hela · Jiwaka · Madang · Manus · Milne Bay · Morobe · New Ireland · Northern · Southern Highlands · Western · Western Highlands · West New Britain · Sandaun

National Capital District      Autonome provincie: Bougainville